# Litoria trachydermis
Litoria trachydermis är en groddjursart som först beskrevs av Richard G. Zweifel 1983.  Litoria trachydermis ingår i släktet Litoria och familjen lövgrodor. IUCN kategoriserar arten globalt som livskraftig. Inga underarter finns listade i Catalogue of Life.